# The Quill
Quill це система створення ігор для текстових пригод. Написаний Гремом Єндлом, він був опублікований на ZX Spectrum компанією Gilsoft у грудні 1983 року. Попри те, що він доступний для широкої публіки, він використовувався кількома ігровими компаніями для створення бестселерів; понад 450 комерційно опублікованих тайтлів для ZX Spectrum були написані за допомогою The Quill.
Після успіху оригіналу друге покоління Quill було випущено з більшими можливостями та продавалось під назвою Professional Adventure Writer для серії ZX Spectrum та CP/M.